# Bank Spółdzielczy w Skierniewicach
Bank Spółdzielczy w Skierniewicach – bank spółdzielczy z siedzibą w Skierniewicach.
Powstał 6 października 1899 jako Skierniewickie Towarzystwo Pożyczkowo-Oszczędnościowe. Prezesem Zarządu jest Helena Nitkowska. Jest bankiem uniwersalnym. Posiada oddziały w Bolimowie, Głuchowie, Grodzisku Mazowieckim, Łodzi, Łowiczu, Łyszkowicach, Nowym Kawęczynie, Piotrkowie Trybunalskim, Płocku, Puszczy Mariańskiej, Skierniewicach (2 oddziały) i Żyrardowie. Jest zrzeszony w Banku Polskiej Spółdzielczości S.A.